# 웅엄
웅엄(熊嚴, ? ~ 기원전 828년)은 중국 초나라의 제10대 군주(재위: 기원전 837년 ~ 기원전 828년)이다. 웅연의 아들이고 웅용의 동생이다. 웅용이 죽자 뒤를 이었고, 웅엄이 죽자 아들인 웅상이 뒤를 이었다.
| 전 임 형 웅용 | 제10대 초나라의 군주 기원전 837년 ~ 기원전 828년 | 후 임 아들 웅상 |